# 発振回路

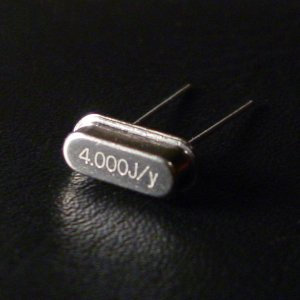
水晶振動子

発振回路（はっしんかいろ、英語: electronic oscillator）は、持続した交流を作る電気回路である。その原理により、帰還型（きかんがた）と弛張型（しちょうがた）に分類できる。電波の放射や、ディジタル回路におけるクロックパルス（コンピュータ（またはデジタル回路）が動作する時に、タイミングを取る（同期を取る）ための周期的な信号）の発生が代表的な用途であるが、それ以外にも、電子回路の動作の基準となる重要な回路である。

## 帰還型と弛張型
帰還型（Harmonic oscillator）は、増幅回路の出力の一部を入力に帰還（フィードバック）させることにより、規則的な電圧の変動を生じさせるもので、基本的には増幅回路の特殊例と言えるものである。増幅の作用を持つ三極管で最初は作られ、これが出来たので、高周波を扱う分野では超高周波発電機が不要になった。
帰還型の例として、マイクにより得られた音声信号をアンプで増幅し、スピーカーから出力する際に起こるハウリングが挙げられる。スピーカーからの出力が十分に大きい場合、マイクをスピーカーに近づけると振幅の大きな規則的な電気信号が得られる。これはスピーカーからの出力の一部がマイクに帰還されたことにより生ずる現象である。この例から分かる通り、増幅を目的とした回路でも、（意図しない）帰還があると発振することがある。フィードバック回路が発振するためには帰還される信号の位相が入力と同じ位相であり、かつ帰還される信号が入力した信号よりも大きい（帰還ゲインが1以上)という条件を満たす必要がある。
弛張型（Relaxation oscillator）は、電気的にはスイッチのオン・オフのタイミングを制御することで断続した電気信号を生じさせるものである。増幅回路を持たないこともある。
弛張型の原理を説明するモデルとしてししおどしが挙げられる。竹筒に水を注いでゆき、水が竹筒の内部に蓄えられる。内部の水量があるしきい値を超えると、竹筒が倒れ、内部の水が空になり、同様の動作を繰り返す。これを電子回路に例え、竹筒をコンデンサ、水を電荷、水量を電圧に置き換えると、電圧は周期的な変化をしているといえる。動作が持続するためには、竹筒を倒すタイミングの制御が重要である。

## 帰還型発振回路の例
増幅回路の出力の一部を入力に帰還する際、その時間遅れを決めることにより、発振周波数が決定される。正帰還（入力の電気信号と、帰還する電気信号の位相が同じ）である場合に発振する。用いる受動素子により、いくつかの種類に分類できる。

### 固体振動子発振回路
水晶振動子・セラミック発振子など、電圧を印加することで固有振動を起こす部品（固体振動子）を回路内に接続することにより、発振周波数を決めることができる。特に水晶振動子を用いた回路は、発振周波数の精度が非常に高い。
回路内の接続の方法により、次のように分類される。
- ピアースB-E回路
- ピアースC-B回路
- エミッタ帰還回路

### CR発振回路(低周波)
C（コンデンサ）とR（抵抗）で構成されるRC回路を用いて帰還するものである。正弦波を発生する。
- 移相形: コンデンサと抵抗によるローパスフィルタまたはハイパスフィルタは、周波数に応じて0から90度の位相のずれが生ずる。その回路を3段もしくは4段接続すると、特定の周波数で180度の位相のずれが生ずるので、反転増幅器の帰還回路に用いることで発振する。
- ウィーンブリッジ形（Wien bridge oscillator）: コンデンサと抵抗によるバンドパスフィルタを用いて増幅回路に正帰還をかける。出力電圧の振幅が飽和しないよう、その振幅を整流回路、平滑回路、遅延回路などで検出して、負帰還を調整する（増幅率を増減する）。精度が比較的高く、周波数の可変域が広いため、アナログ式の発振器に用いられている。
- ツインT形: コンデンサと抵抗をT字型に接続することで、ハイパスフィルタとローパスフィルタを構成できる。これらを並列にして位相反転形のバンドバスフィルタを構成し、増幅回路の負帰還として用いることで、正弦波を発生できる。調整はやや難しいが、トランジスタ1石で低周波の正弦波を発生できる数少ない回路であるため、簡便な発振回路として用いられる。

### LC反結合発振回路(高周波)
L（コイル）とC（コンデンサ）で構成されるLC回路を用いて帰還するものである。出力を逆位相で入力に帰還する（結合の位相が反対）ことから、この名称がある。
- ハートレー発振回路（Hartley oscillator）: コイル2個、コンデンサ1個で構成
- コルピッツ発振回路（Colpitts oscillator）: コイル1個、コンデンサ2個で構成、実際にはコイルと直列にコンデンサを挿入して安定度を向上することが多く、この変形はクラップ発振回路（Clapp oscillator）と呼ばれる。クラップ発振回路はC/Nに優れており、無線機に要求される非常に厳しいC/Nを満たすことが出来るため、バイポーラトランジスタを使ってディスクリートで構成される無線機用VCOの原型の回路になっている。

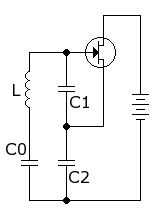
クラップ発振回路
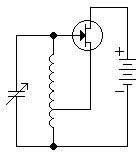
ハートレー発振回路

### 同調形
回路の一部に同調回路を設け、その電圧の一部を帰還するものである。
- コレクタ同調
- ベース同調
- エミッタ同調

### マルチバイブレータ
マルチバイブレータ（Multivibrator）と呼ばれる回路には、次の3種類がある。
- 単安定マルチバイブレータ
- 双安定マルチバイブレータ
- 非安定マルチバイブレータ

このうち非安定マルチバイブレータが発振回路として用いられる。2組の反転増幅回路の入力と出力をそれぞれ互い違いに接続した回路である。

### リング・オシレータ
NOTやNORのような反転論理を奇数段用いて、出力を入力へ環状（リング）に接続することで、周期的な方形波（クロック）が得られる。これをリング・オシレータあるいは、特に論理ゲートのみで構成されるものを、ロジカルオシレーターと呼ぶ。周波数は、R（抵抗）やC（コンデンサ）の負荷や論理段数の増減、バイアス電流（電圧）の制御を行うことで決められる。
実際の回路においては、他の発振回路に比べ、周波数のゆらぎ（位相雑音）や波形の時間的な揺らぎ（ジッター）が大きいため、単に内蔵タイマーのクロックのような用いられ方か、さもなくば位相同期回路を加えることで回路全体の基準クロックとして使用する。
NOTゲートに圧電素子や水晶を直列に挿入してリング状に閉回路を作ると、共振周波数で強く発振する。この回路はデジタル素子だけで高精度な周波数を得る事が出来る事から非常に多用される。いわゆるクオーツの最小構成はこの回路から成り立つ。原理的にはデジタル素子は内在的にアナログ回路が存在しデジタル素子はアナログ増幅器として作用する。共振周波数に近いスペクトラムが強く増幅される為、圧電素子や水晶の共振周波数に強く同調する。

## 弛張型発振回路の例
弛張（しちょう）型発振回路は電流のオン・オフに対して、ある条件を与えることで、断続する電気信号を作り出す回路である。最も簡単な条件にヒステリシス性がある。「弛」はゆるむ、「張」ははることで、それを交互に繰り返し発振する意味である。

### ネオン管発振回路
ネオン管（放電管）は、放電が起きていない状態では抵抗値が高いが、一旦放電が起こると抵抗が低い状態になる性質がある。ネオン管に並列にキャパシタを接続し、高抵抗を通して高い直流電圧を加えると、キャパシタに電荷が蓄えられるため、次第にネオン管の端子電圧が高くなる。ネオン管が放電を起こすしきい値を超えると放電が起こって、キャパシタの電圧が放電終了電圧より低くなるまで放電する。放電し終わると、またキャパシタに電荷が蓄えられる、という動作を繰り返す。この時ネオン管の端子電圧は周期的に変化しているので、発振出力を取り出すことができる。
ネオン管の代わりに、同等の作用を持つサイラトロンなどのガス放電管やUJTやPUTなどの半導体素子を用いるものもある。このための専用のICもある。

### パウルゼンの弧光発振回路
ネオン管発振回路と同様の原理を用い、電波の送信を目的とし、各種の放電現象を利用したものとしてマルコーニの火花送信機がある。多くの場合、放電電極と並列にLCの同調回路を接続したものとなっているが、その中でも、陽極に銅、陰極にニッケルからなる電極を用い、炭化水素あるいは水素ガスを封入し、管全体に磁場をかけて放電の安定化させたガス放電管を用いるパウルゼンの弧光発振回路が良く知られている。パウルゼンのアーク式高周波発生回路とも呼ばれる。

### リレーによる発振回路

#### NC接点とコイルを直列に繋いだ回路
電圧を印加すると、コイルが励磁して接点が吸引され、電源から切り離される。すると磁力が弱まり、接点は再び電源に繋がれ、最初の状態に戻る。この回路は、発振が直接運動エネルギーとして取り出せる事と、構造が非常に単純な事から、非常ベルやブザーなどに用いられる。
この運動が、接点が付くか付かないかの所で微小な振動をする状態に陥ったりせず、十分な振幅を保つ理由は次のように説明される。コイルは電磁石であると同時にインダクタでもあるからインダクタンスを持っており、接点が繋がってから、電流が十分に流れるまでに時間的な遅れがある。さらに磁気回路のヒステリシス性もさらに遅れる方向に働く。従って接点が繋がっても、しばらくは吸引は始まらない。次に、接点が離れる時には、電流は強制的に切られ（対策の無い単純な装置の場合は、誘導による高電圧の電気火花を伴って回路が切れる）るが、磁気回路には磁力が十分に弱まるまでの時間的な遅れがやはりあるので、電源が切れても接点はしばらく吸引されたままになる。またベルなどでは振動するハンマー自体の慣性も影響する。小学校の理科で電磁石を扱う時、この方式のベルが示されることがあったが、以上のような説明は小学校の理科では不可能なため、適当な説明がなされていた。

#### ノーマルオープン(NO)接点とコイルを並列につないだ回路
リレーのコイルに定格電流を流すと，コイルが励磁して接点が吸引されてコイルは短絡する。すると磁力が弱まり，接点は再び開き最初の状態に戻る。この回路は，短絡する回路であるため，電圧電源をそのまま繋ぐことはできない。しかし，リレーと負荷抵抗を直列に繋ぐことにより発振器として機能する。この発振器は負荷と直列なため，電源電圧はリレーと負荷に分圧される。したがって，あらかじめ分圧される電圧に見合った定格電圧のリレーを使用することが条件となる。さらに，接点が開いている時もコイル電流が負荷に流れるため，負荷の種類によっては注意を要する。ＮＯ接点を用いたこの発振器は，接点に自己誘導起電力を発生しないため火花飛が飛ばす，特別な接点保護回路を必要としない。負荷に接点定格までの矩形波電流を供給することが可能になる。実際の使用形態は，単極リレーよりも，コイル電流のリークの影響を無くすため，2極2接点，または3極2接点のリレーを用いることになる。矩形波の発振周波数は，個々のリレーの仕様によって異なり，リレー本体が大きくなるほど周波数は低くなるが，周波数の調整は基本的にはできない。

### 専用集積回路
- ダイレクト・デジタル・シンセサイザ(Direct Digital Synthesizer, DDS)

単一で固定の発振源から、任意の周波数、位相、波形をデジタル的に生成するための電子回路。
- タイマーIC

タイマー用集積回路NE555を用いると簡単に弛張型発振回路を構成できる。タイムアップ時にコンデンサーの電荷を放電するように回路を構成すると、順次抵抗を経てコンデンサーに充電し、一定の電荷に達するとタイマーはタイムアップしコンデンサーの電荷を放電する。このICを使うことのメリットは、1Hz以下の長周期発振が実現できることである。